# Хейдон-Джонс, Энн
Адрианна Ширли (Энн) Хейдон (англ. Adrianne Shirley 'Ann' Haydon, в замужестве Хейдон-Джонс Haydon Jones; родилась 7 октября 1938 года в Бирмингеме, Великобритания) — британская теннисистка, один из лидеров женского тенниса в 1960-е годы. Дочь известного английского игрока в настольный теннис Артура "Адриана" Хейдона.
- Трёхкратная победительница турниров Большого шлема в одиночном разряде
- Пятикратная победительница турниров Большого шлема в женском и смешанном парном разряде
- Вторая ракетка мира в 1967 и 1969 годах
- Двукратная финалистка Кубка Федерации в составе сборной Великобритании
- В настольном теннисе — финалистка чемпионата мира 1957 года в трёх разрядах
- Член Международного зала теннисной славы с 1985 года

## Биография
Адрианна Ширли Хейдон родилась в семье двух чемпионов по настольному теннису. В юности она совмещала занятия настольным и большим теннисом и первых крупных успехов добилась в настольном, в 1956 году завоевав на чемпионате мира серебряные медали в командном зачёте и смешанных парах и бронзовую в женских парах, а в 1957 году став финалисткой чемпионата мира сразу в трёх разрядах — женском одиночном, женском и смешанном парном. В дальнейшем она, однако, сосредоточилась на игре в большой теннис, в котором к этому моменту была двукратной чемпионкой Великобритании среди девушек и чемпионкой Уимблдонского турнира среди девушек. 
Уже в 1957 году Хейдон была включена обозревателем газеты The Telegraph в традиционную десятку сильнейших теннисисток мира по итогам сезона и в дальнейшем находилась там постоянно до 1970 года (за единственным исключением в 1964 году). Дважды — в 1967 и 1969 годах — она занимала в этой иерархии второе место. В 1968 году она вместе с тремя другими сильнейшими теннисистками мира — Билли-Джин Кинг, Рози Казалс и Франсуазой Дюрр стала участницей первого женского профессионального тура.
Начиная с 1960 года, когда Хейдон стала финалисткой чемпионата Франции в женском и смешанном парном разряде, она регулярно попадала в финалы турниров Большого шлема. Уже на следующий год она завоевала свой первый титул на этих турнирах, победив в одиночном разряде также в Открытом чемпионате Франции. На следующий год она вышла замуж, и в дальнейшем выступала под фамилией Хейдон-Джонс.
В общей сложности Хейдон-Джонс выиграла три турнира Большого шлема в одиночном разряде — два во Франции и ещё один на Уимблдоне. Этого успеха она добилась в 1969 году, победив в финале двух ведущих профессиональных теннисисток Билли-Джин Кинг. Она стала первой в истории левшой, выигравшей женский одиночный турнир на Уимблдоне. Ещё шесть раз она играла в финалах турниров Большого шлема в одиночном разряде, в том числе дважды уступив в финалах Кинг и один раз — австралийке Маргарет Корт.
По шесть раз Хейдон-Джонс выходила в финалы турниров Большого шлема в женском и смешанном парном разряде, в первом одержав три победы (каждый раз ей противостояла в финале либо Кинг, либо Корт), а во втором одну. Ещё один раз, в финале Открытого чемпионата Австралии 1969 года в миксте, матч между Хейдон-Джонс и Корт не состоялся, и обе они вместе с партнёрами были признаны чемпионками. В этот год Хейдон-Джонс, завоевавшая четыре звания победительницы турниров Большого шлема и в частности чемпионки Уимблдона в одиночном разряде, была названа спортсменкой года в Великобритании.
Энн Хейдон-Джонс была многолетним лидером женской теннисной сборной Великобритании. Она ежегодно с 1957 до 1967 года выступала за сборную в Кубке Уайтмен — традиционном матче женских команд Великобритании и США, а затем ещё дважды вошла в её состав в 1970 и 1975 году. В этот год, уже завершив индивидуальную игровую карьеру, она принесла сборной очко в парной игре, сыграв небольшую, но важную роль в общей победе со счётом 5-2. С 1963 года она выступала в составе сборной Великобритании в Кубке Федерации, выиграв за это время 21 игру (10 в одиночном и 11 в парном разряде) и дважды дойдя с командой до финала Мировой группы.
После окончания активной карьеры Хейдон-Джонс работала ведущей спортивных программ на BBC, а также занималась административной работой. Она возглавляла Международный Совет женского тенниса и входила в состав совета директоров Уимблдонского турнира. В 1985 году она стала членом Международного зала теннисной славы.

## Участие в финалах турниров Большого шлема за карьеру (21)

### Одиночный разряд (9)

#### Победы (3)
| Год  | Турнир                | Соперница в финале | Счёт в финале |
| ---- | --------------------- | ------------------ | ------------- |
| 1961 | Чемпионат Франции     | Йола Рамирес       | 6-2, 6-1      |
| 1966 | Чемпионат Франции (2) | Нэнси Ричи         | 6-3, 6-1      |
| 1969 | Уимблдонский турнир   | Билли-Джин Кинг    | 3-6, 6-3, 6-2 |

#### Поражения (6)
| Год  | Турнир                         | Соперница в финале | Счёт в финале |
| ---- | ------------------------------ | ------------------ | ------------- |
| 1961 | Чемпионат США                  | Дарлин Хард        | 3-6, 4-6      |
| 1963 | Чемпионат Франции              | Лесли Тёрнер       | 6-2, 3-6, 5-7 |
| 1967 | Уимблдонский турнир            | Билли-Джин Кинг    | 3-6, 4-6      |
| 1967 | Чемпионат США (2)              | Билли-Джин Кинг    | 9-11, 4-6     |
| 1968 | Открытый чемпионат Франции (2) | Нэнси Ричи         | 7-5, 4-6, 1-6 |
| 1969 | Открытый чемпионат Франции (2) | Маргарет Корт      | 1-6, 6-4, 3-6 |

### Женский парный разряд (6)

#### Победы (3)
| Год  | Турнир                         | Партнёр        | Соперницы в финале              | Счёт в финале |
| ---- | ------------------------------ | -------------- | ------------------------------- | ------------- |
| 1963 | Чемпионат Франции              | Ренне Схюрман  | Маргарет Смит Робин Эбберн      | 7-5, 6-4      |
| 1968 | Открытый чемпионат Франции (2) | Франсуаза Дюрр | Розмари Касальс Билли-Джин Кинг | 7-5, 4-6, 6-4 |
| 1969 | Открытый чемпионат Франции (2) | Франсуаза Дюрр | Маргарет Корт Нэнси Ричи        | 6-0, 4-6, 7-5 |

#### Поражения (3)
| Год  | Турнир              | Партнёр        | Соперницы в финале              | Счёт в финале |
| ---- | ------------------- | -------------- | ------------------------------- | ------------- |
| 1960 | Чемпионат Франции   | Патрисия Уорд  | Мария Буэно Дарлин Хард         | 2-6, 5-7      |
| 1960 | Чемпионат США       | Дейдра Катт    | Мария Буэно Дарлин Хард         | 1-6, 1-6      |
| 1968 | Уимблдонский турнир | Франсуаза Дюрр | Розмари Касальс Билли-Джин Кинг | 6-3, 4-6, 5-7 |

### Смешанный парный разряд (6)

#### Победы (2)
| Год  | Турнир                       | Партнёр    | Соперницы в финале         | Счёт в финале                              |
| ---- | ---------------------------- | ---------- | -------------------------- | ------------------------------------------ |
| 1969 | Открытый чемпионат Австралии | Фред Столл | Маргарет Корт Марти Риссен | Финал не игрался — две пары-победительницы |
| 1969 | Уимблдонский турнир          | Фрел Столл | Джуди Тегарт Тони Роч      | 6-2, 6-3                                   |

#### Поражения (4)
| Год  | Турнир                | Партнёр        | Соперницы в финале                | Счёт в финале   |
| ---- | --------------------- | -------------- | --------------------------------- | --------------- |
| 1960 | Чемпионат Франции     | Рой Эмерсон    | Мария Буэно Боб Хоу               | 6-1, 1-6, 2-6   |
| 1962 | Уимблдонский турнир   | Деннис Ралстон | Маргарет Осборн-Дюпон Нил Фрейзер | 6-2, 3-6, 11-13 |
| 1966 | Чемпионат Франции (2) | Кларк Гребнер  | Аннетт ван Зил Фрю Макмиллан      | 6-1, 3-6, 2-6   |
| 1967 | Чемпионат Франции (3) | Ион Цириак     | Билли-Джин Кинг Оуэн Дэвидсон     | 3-6, 1-6        |

## Участие в финалах Кубка Федерации (2)

### Поражения (2)
| Год  | Место проведения | Команда                                              | Соперник в финале                       | Счёт |
| ---- | ---------------- | ---------------------------------------------------- | --------------------------------------- | ---- |
| 1967 | Западный Берлин  | Великобритания В. Уэйд, Э. Хейдон-Джонс              | США Р. Касальс, Б.-Дж. Кинг             | 0-2  |
| 1970 | Перт, Австралия  | Великобритания В. Вулдридж, В. Уэйд, Э. Хейдон-Джонс | Австралия И. Гулагонг, М. Корт, Л. Хант | 0-3  |